# Mesoplanet
En mesoplanet är en planet vars storlek är mindre än Merkurius men större än Ceres. Begreppet myntades av Isaac Asimov, mesos är grekiska och betyder "mellan".
Klassifikationen omfattar Eris, Pluto, Makemake, Haumea och möjligtvis även Quaoar och 90377 Sedna.

Storleksjämförelse mellan Månen och Triton och flera av de större småplaneterna, inklusive mesoplaneterna.

Exoplaneten Kepler-37b är också mindre än Merkurius, och skulle därmed klassas som "extrasolär mesoplanet".

### Fotnoter
1. ↑  Asimov, Isaac (1998). The relativity of wrong. sid. 121.  ”...my own suggestion is that everything from Mercury up be called a major planet; everything from Ceres down be called a minor planet; and everything between Mercury and Ceres be called a "mesoplanet" (from a Greek word for "intermediate"). At the moment, Pluto is the only mesoplanet known.”